# Ади ибн Мусафир
Ади ибн Мусафир (араб. عدي بن مسافر‎), шейх Ади (курд. Şêx Adî), Шихади (между 1072 и 1078 годами, с. Бейтнар, область Баальбек (современный Ливан) — между 1160 и 1163 годами, Лалеш,                             (современный Ирак) — суфийский шейх, основатель (или реформатор) езидизма, создал кастовую систему, разделил езидов на три касты: шейхи, пиры и мюриды. Представитель дворянского рода Омай, арабского происхождения. Получил прозвище ал-Аккари, поскольку проживал в горах Аккара. Почитается курдами-езидами как пророк. Определяющим фактором для езидизма в приспособлении его к новым историческим условиям оказалась личность Шейха Ади, воззрения которого сыграли важнейшую роль в формировании этой религии. Суфийский шейх Шариф Ади ибн Мусафир занимает важное место в езидской религиозной традиции.

## Биография
Родился приблизительно 1072—1078 г.г (по хиджре 465—471) в Шаме (современный Ливан) г. Бейт аль-фар район Баалбека
Известно, что ещё будучи совсем молодым, Ади ибн Мусафир покинул Баальбек и отправился в Багдад, где познакомился с знаменитыми богословами того времени; некоторые из них оставили свидетельства о нём.
Так, выдающийся суфийский шейх Абдул-Кадир Гилани писал о Шарифе Ади: «Если кто и мог ещё стать пророком, то это суфийский шейх Шариф Ади ибн Мусафир, заслуживавший это своей усердной верой… Все признаки власти над святыми были даны ему, когда он ещё пребывал в утробе матери». Шариф Ади не был женат и вёл аскетический образ жизни, занимался земледелием и питался собственноручно-выращенными плодами, а из произведённого им самим хлопка вязал для себя одеяния. (источник: книга Дмитрия Пир Бари/Тайна Жемчужины)
Аз-Захаби сообщает, что шейх Ади после долгого путешествия по Сирии, Хиджазу и Ираку увидел сон, в котором ему сказали: «О Ади, иди в Лалыш, и там место твоё, и Бог твоей рукой оживит много мёртвых душ». (источник: книга Дмитрия Пир Бари/Тайна жемчужины)
У езидов существует предание о чудесном рождении Ади ибн Мусафира. Эта же история содержится в арабском источнике «Калаид аль-джавахир». В ней сказано, что в Баальбеке со своей семьёй жил некий суфийский шейх Шариф Ади ибн Мусафир. Однажды ангел Джибраил явился ему во сне и сказал, что бы он пошёл на гору Баальбека и провёл там некоторое время в поклонении и молитвах, и после этого Господь явит Себя в его семье. Ади ибн Мусафир долгое время провёл в пещере на горе и затем вернулся домой. Постучался в дверь, но супруга не открыла ему дверь.
• И говорит ‘Ади ибн Мусафир (один из суфиев):
«Ты не получишь никакой пользы от своего шейха, если только твоя вера в него не будет превыше веры во все остальное».
«Аль-хакыкату-т-тарихиййа», 343.

'Ади ибн Мусафир аль-Хаккари аш-Шафи’и (ум. 555 г.):
В книге «И’тикъад Ахлю-Сунна уаль-Джама’а» он сказал: «И что Аллах над Троном, отдален от Своих творений, как Он описал себя в Своей Книге и языком Своего Пророка, без вопроса как. Он объемлет всё Знанием Своим…». (См. «И’тикъад Ахлю-Сунна уаль-Джама’а», стр. 30)